# Festivalul Internațional de Film Transilvania
Festivalul internațional de film Transilvania (TIFF) este primul festival internațional de film de lungmetraj din România, care se desfășoară anual la Cluj-Napoca. Fondat în 2002 de către Asociația pentru Promovarea Filmului Românesc, TIFF a crescut de la an la an devenind cel mai important eveniment cinematografic din România. În februarie 2011, TIFF a fost acreditat de Federația Internațională a Asociațiilor Producătorilor de Film (FIAPF). În acest fel, TIFF a ajuns într-o companie selectă, alcătuită din 50 de alte festivaluri competitive din toată lume.
Ediția din 2004 a realizat o premieră prin introducerea proiecțiilor în aer liber, în curtea Universității Babeș-Bolyai. Altă premieră a avut loc în 2007, când festivalul s-a desfășurat în două orașe: Cluj-Napoca și Sibiu, pentru a onora anul în care Sibiul a fost Capitală Europeană a Culturii.
TIFF se bazează pe lungmetraje sau scurtmetraje necomerciale produse în special în țările europene. Marele premiu al festivalului, Trofeul Transilvania, opera artistului Teo Mureșan, este o statuetă ce reprezintă un turn tăiat.
Ediția din 2020 a avut o structură specială, adaptată situației create de pandemia Covid-19 care a făcut ca cinematografele să fie înschise pentru public. Festivalul TIFF a avut proiecții exclusiv în aer liber, în peste 10 locații din Cluj-Napoca și din împrejurimi.

## Premii
- Trofeul "Transilvania" - pentru cel mai bun film aflat în Competiție
- Premiul de regie
- Premiul pentru cea mai bună interpretare
- Premiul pentru cea mai bună imagine
- Premiul pentru imagine
- Premiul FIPRESCI
- Premiul de popularitate, decernat pe baza numărului de voturi ale spectatorilor
- Premiul Re:publik - pentru cel mai bun scurt-metraj
- Premiul de excelență
- Premiul pentru întreaga carieră - oferit unei personalități din cinematografia europeană
- Premiu scenariu de scurt metraj
- Premiu scenariu de lung metraj
- Premiul Zilelor Filmului Românesc - pentru scurt-metraj
- Premiul Zilelor Filmului Românesc - pentru lung-metraj
- Premiul pentru cel mai bun film realizat in cadrul programului Let's Go Digital

## Filme premiate cu trofeul "Transilvania"
| An   | Film                            | Regizor                            | Țară                                 |
| ---- | ------------------------------- | ---------------------------------- | ------------------------------------ |
| 2002 | Occident                        | Cristian Mungiu                    | România                              |
| 2003 | Nói, albinosul                  | Dagur Kari                         | Islanda                              |
| 2004 | Zilele lui Santiago             | Josue Mendez                       | Peru                                 |
| 2005 | 4                               | Ilya Khrjanovsky                   | Rusia                                |
| 2005 | Whisky                          | Juan Pablo Rebella and Pablo Stoll | Uruguay/ Argentina/ Germania/ Spania |
| 2006 | A fost sau n-a fost?            | Corneliu Porumboiu                 | România                              |
| 2007 | Familia sfântă                  | Sebastian Campos                   | Chile                                |
| 2008 | Shakespeare colț cu Victor Hugo | Yulene Olaizola                    | Mexic                                |
| 2009 | Nord                            | Rune Denstad Langlo                | Norvegia                             |
| 2009 | Polițist, adjectiv              | Corneliu Porumboiu                 | România                              |
| 2010 | Poveste anodină                 | Anocha Suwichakornpong             | Thailanda                            |
| 2011 | Sin Retorno                     | Miguel Cohan                       | Argentina/ Spania                    |
| 2012 | Oslo, August 31                 | Joachim Trier                      | Norvegia                             |
| 2013 | Corabia lui Tezeu               | Anand Gandhi                       | India                                |
| 2014 | Stockholm                       | Rodrigo Sorogoyen                  | Spania                               |
| 2015 | El incendio                     | Juan Schnitman                     | Argentina                            |
| 2016 | Câini                           | Bogdan Mirică                      | România, Franța, Bulgaria, Qatar     |
| 2017 | Familia mea fericită            | Nana Ekvtimishvili, Simon Gross    | Georgia Germania Franța              |
| 2018 | Moștenitoarele                  | Marcelo Martinessi                 | Paraguay                             |
| 2019 | Monos                           | Alejandro Landes                   | Columbia                             |
| 2020 | Babyteeth                       | Shannon Murphy                     | Australia                            |
| 2021 | The Whaler Boy                  | Philipp Yuryev                     | Rusia                                |
| 2022 | Casa noastră                    | Alejandro Loayza Grisi             | Bolivia                              |
| 2023 | Ca peștele pe lună              | Dornaz Hajiha                      | Iran                                 |

## Galerie

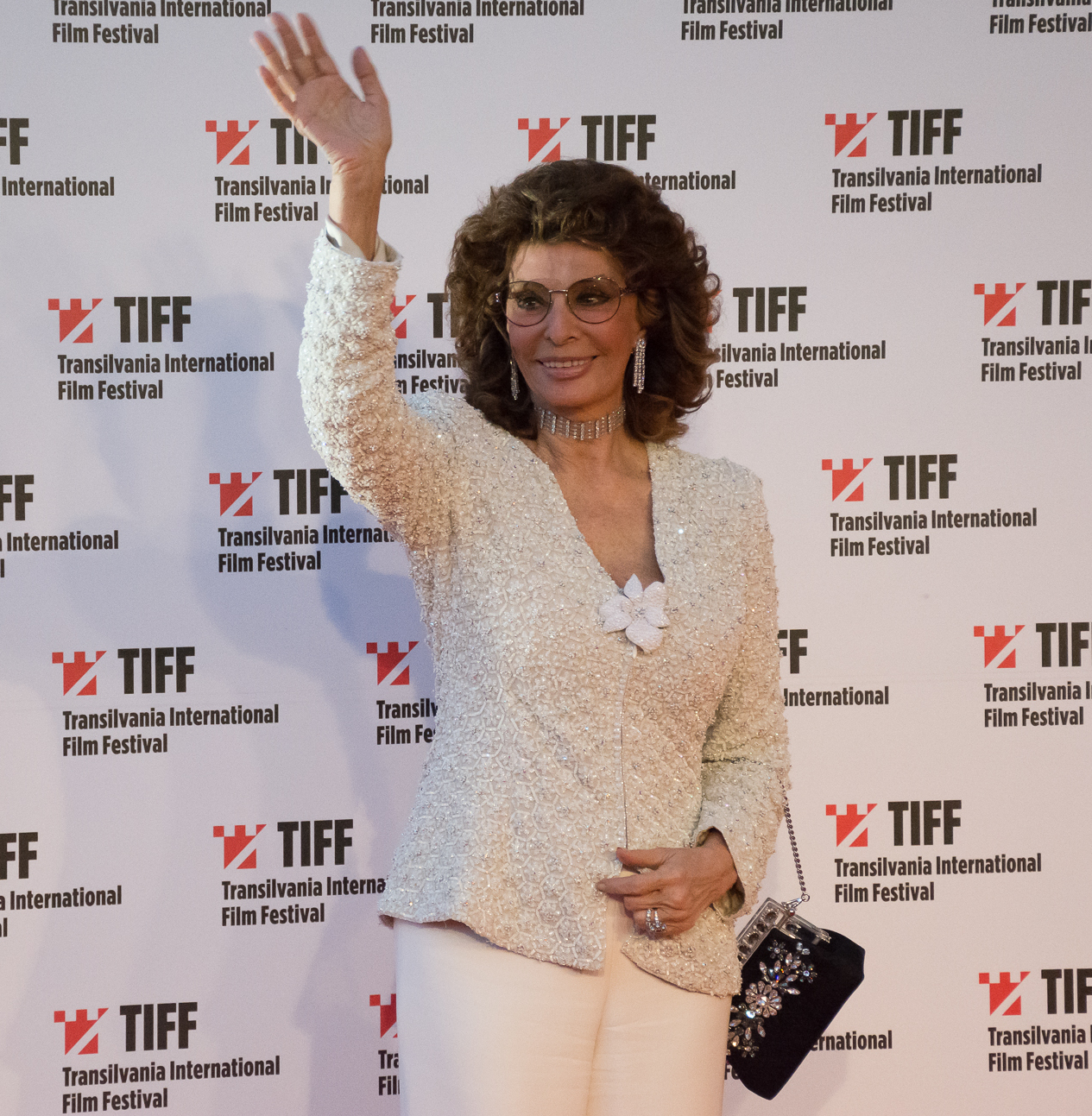
Sophia Loren, TIFF 2016
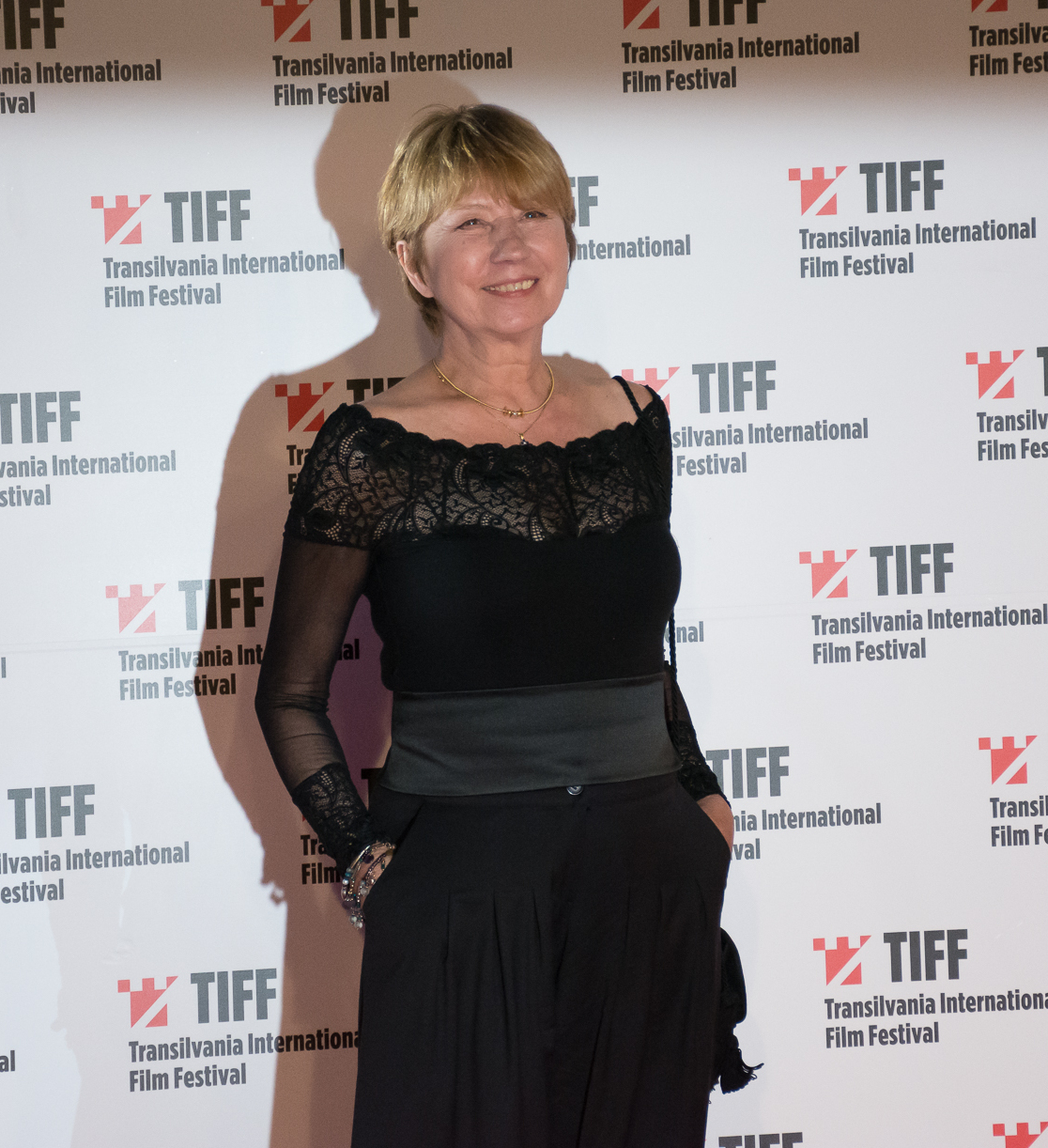
Carmen Galin, TIFF 2016
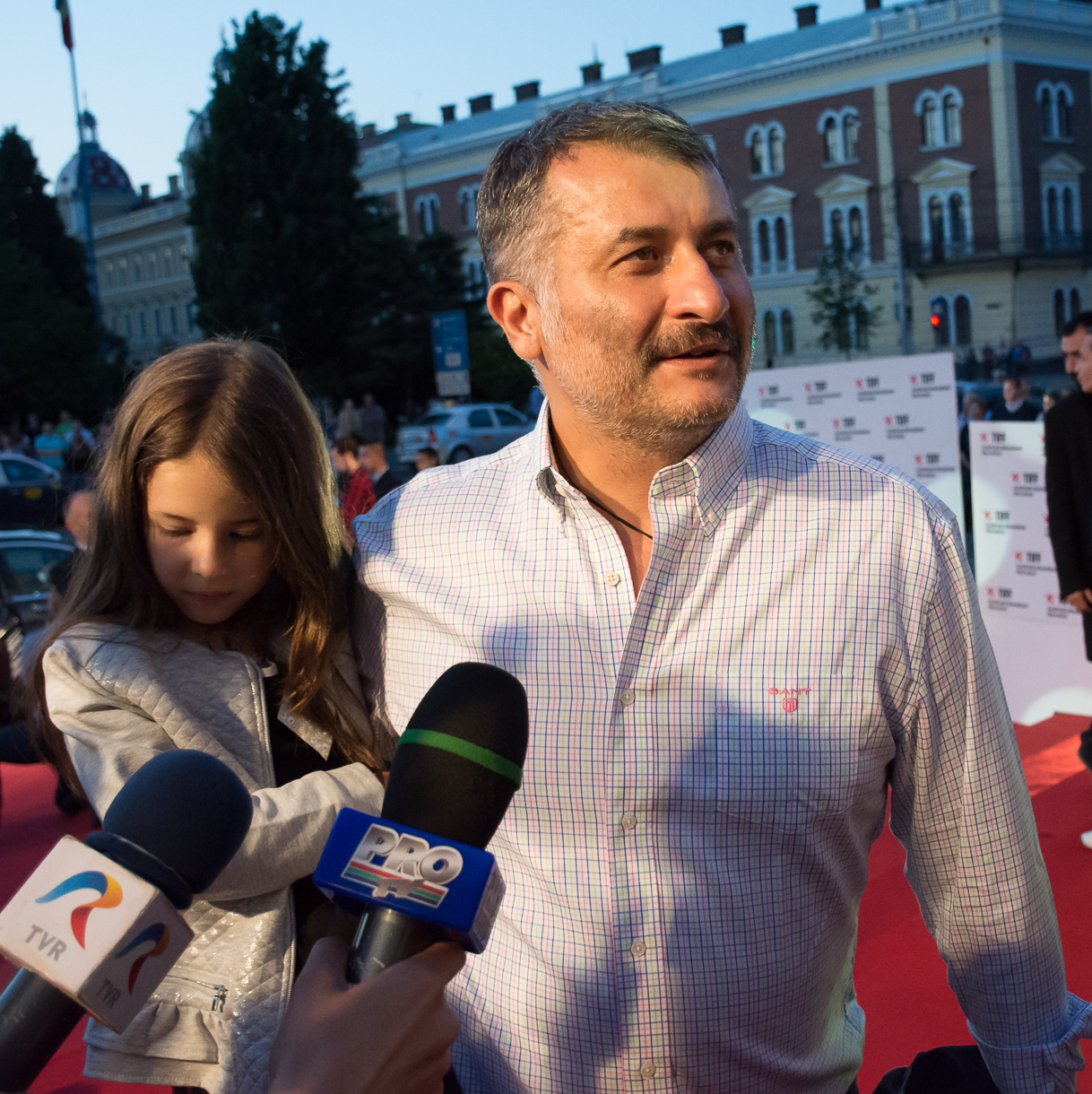
Cristi Puiu, TIFF 2016
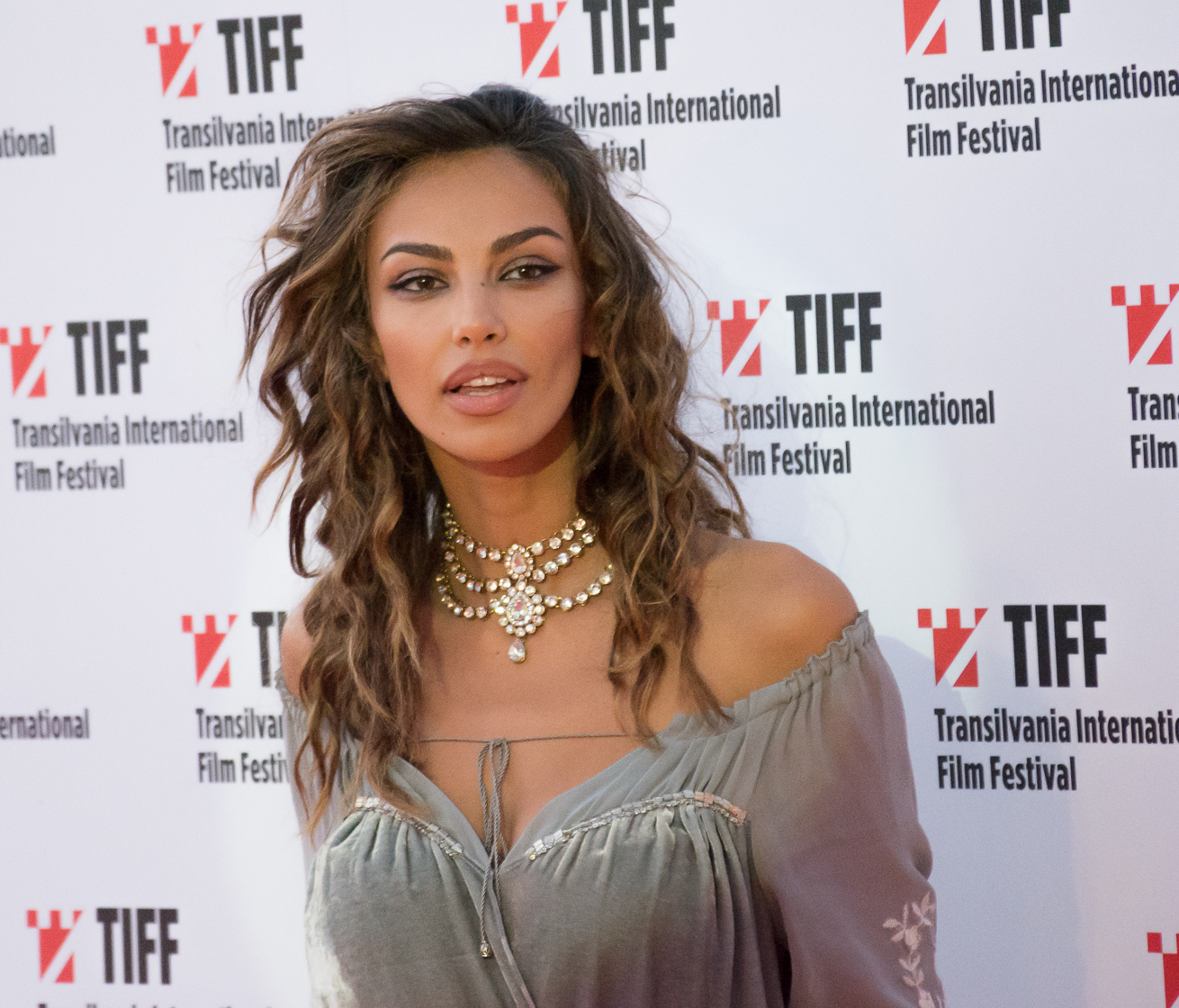
Mădălina Ghenea, TIFF 2016
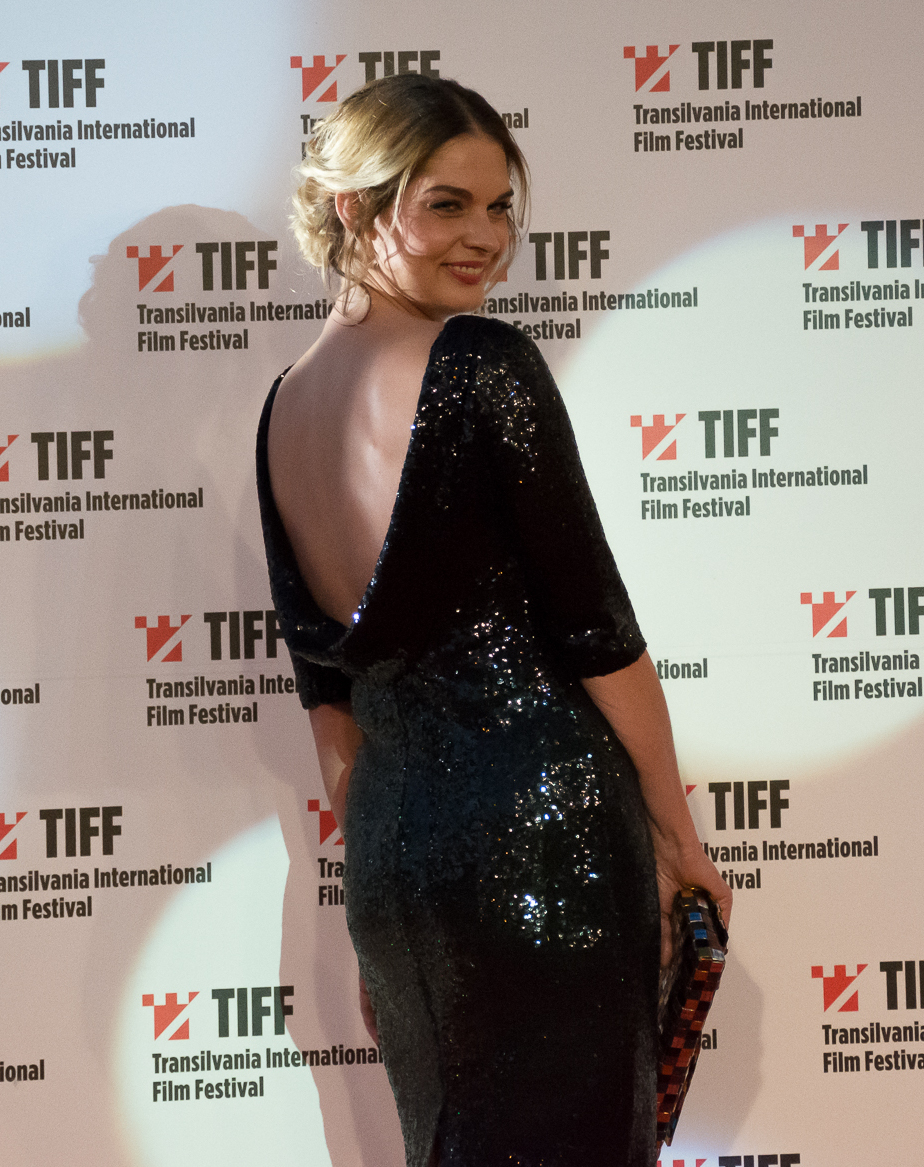
Manuela Hărăbor, TIFF 2016
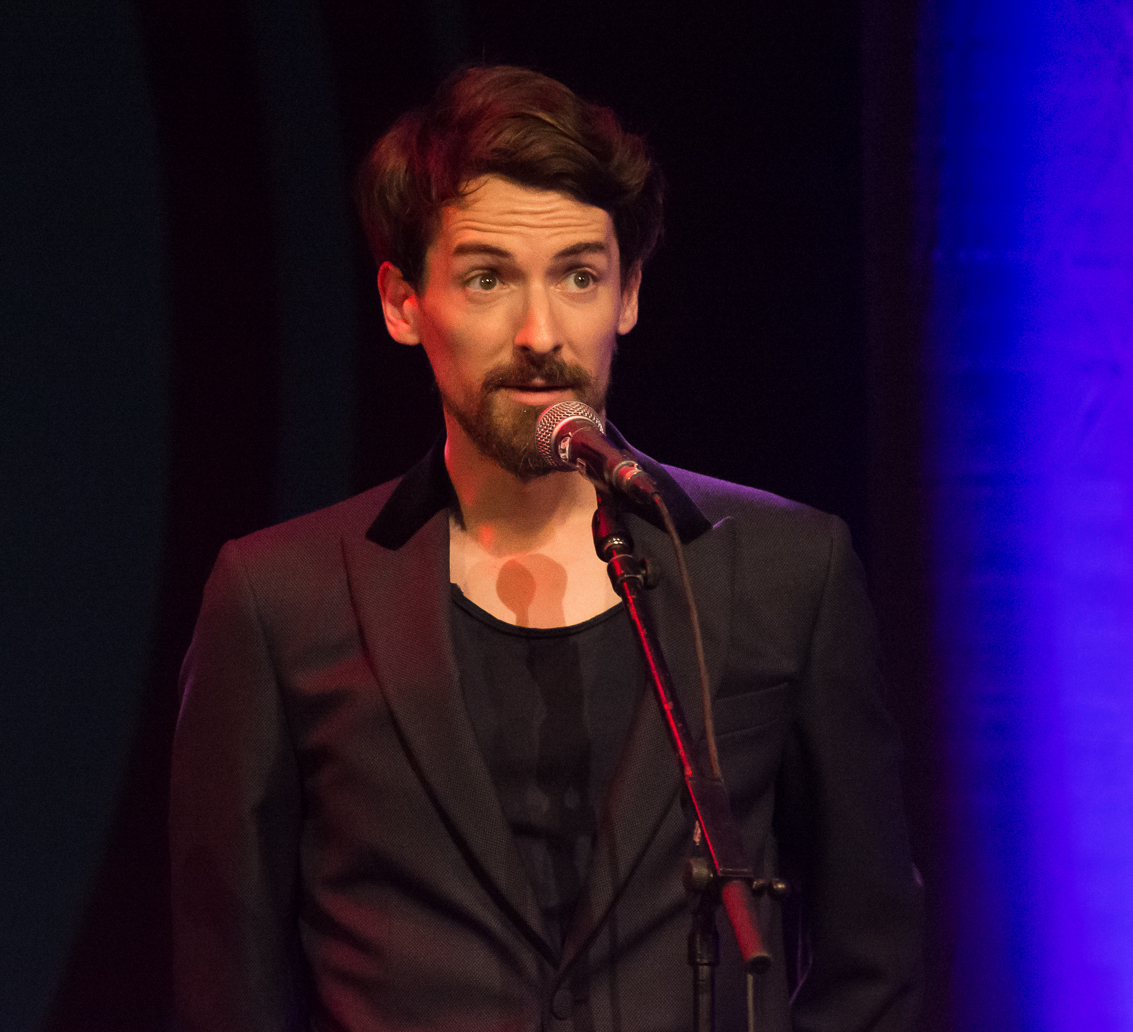
Bogdan Mirică, TIFF 2016
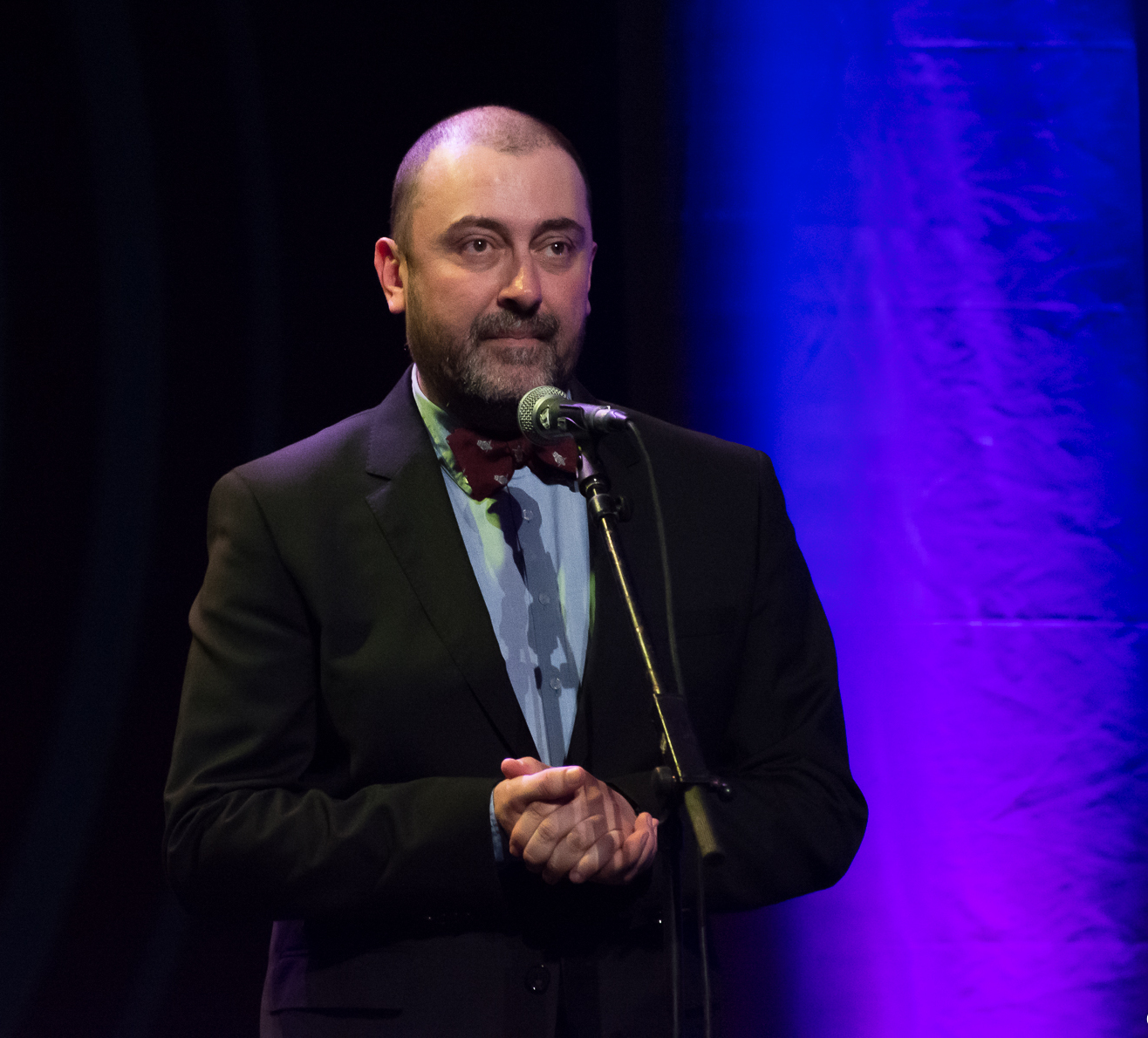
Cătălin Ștefănescu, TIFF 2016
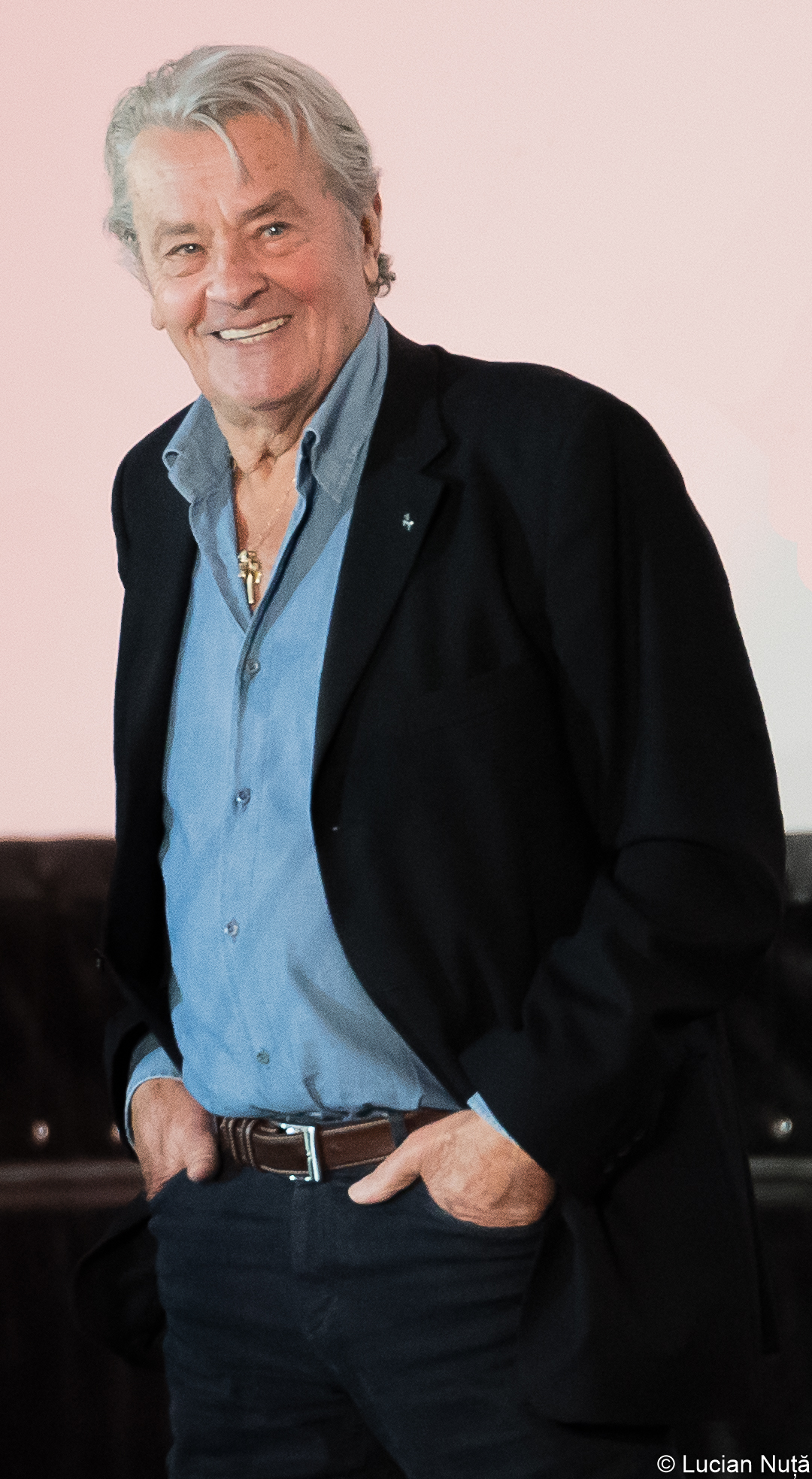
Alain Delon,  TIFF 2017
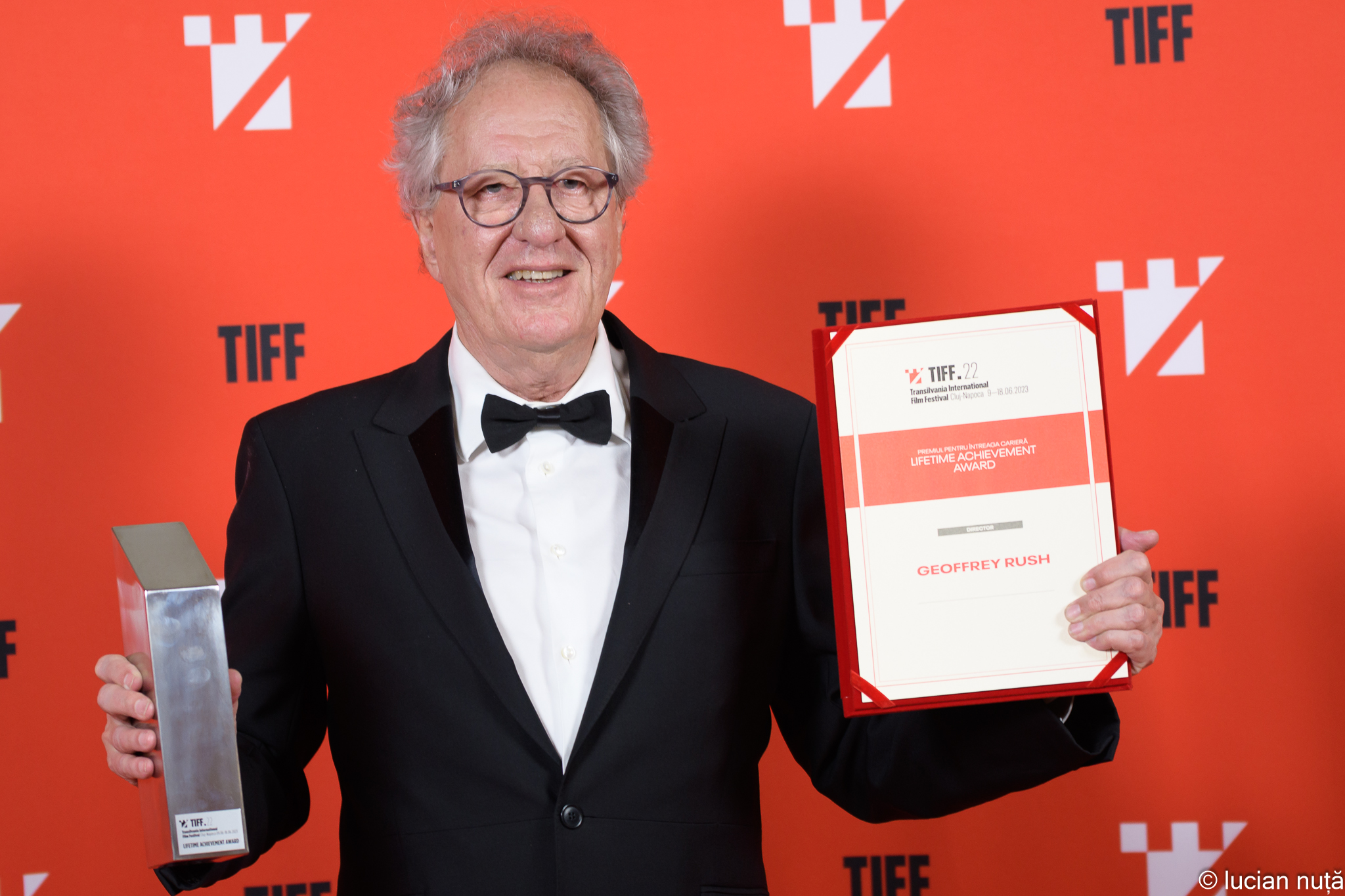
Geoffrey Rush, TIFF 2023
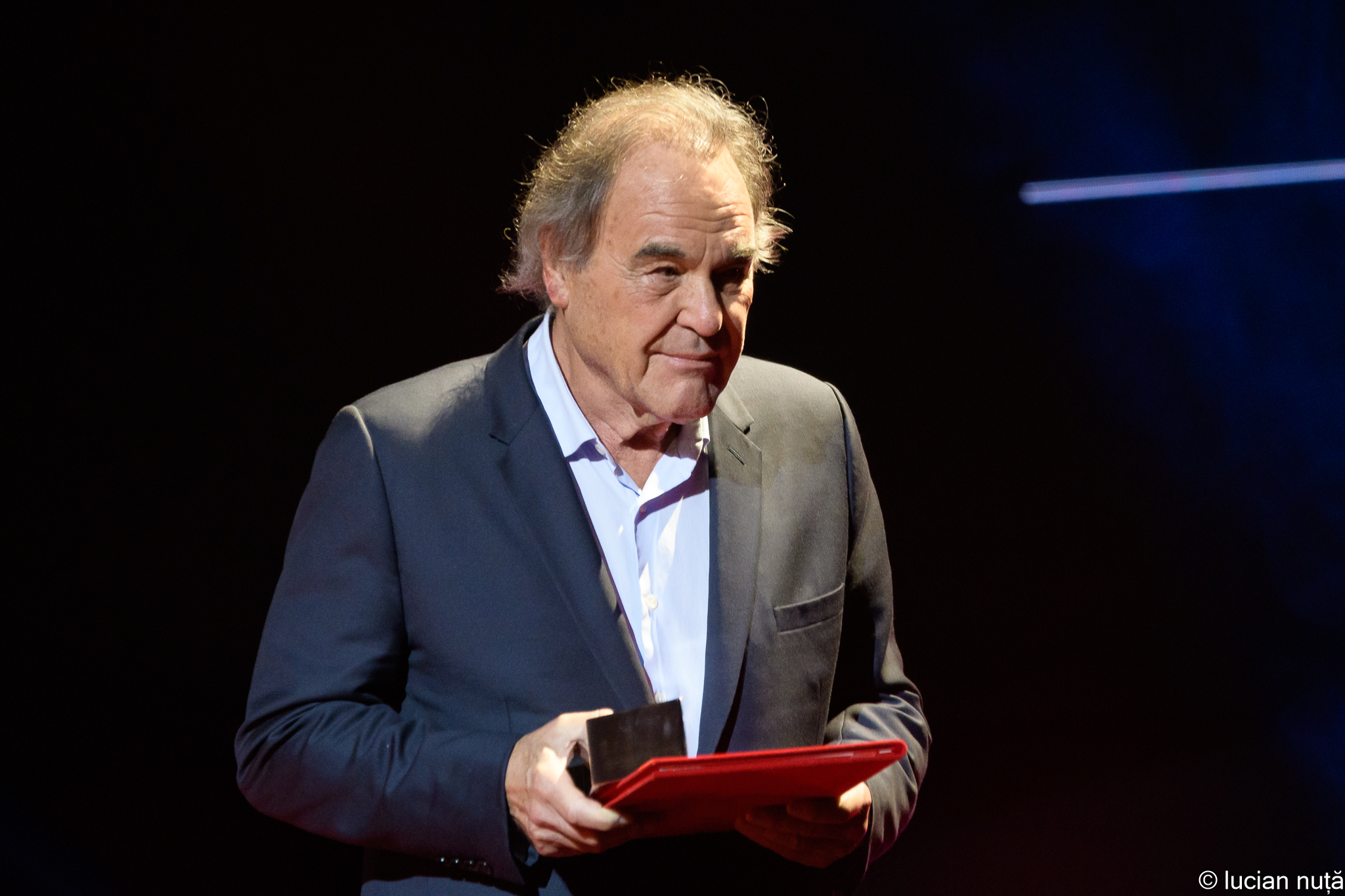
Oliver Stone, TIFF 2023
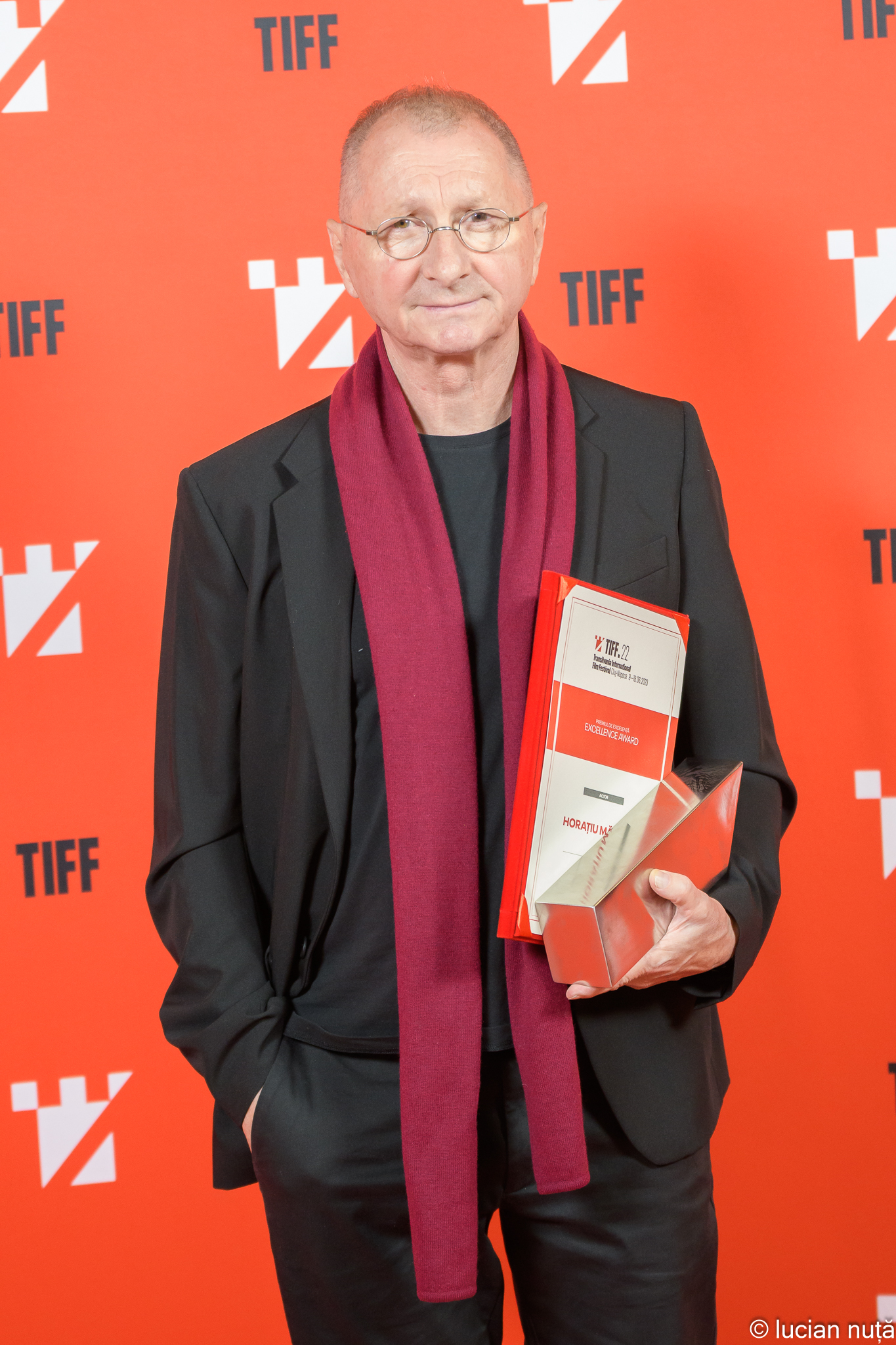
Horațiu Mălăele, TIFF 2023
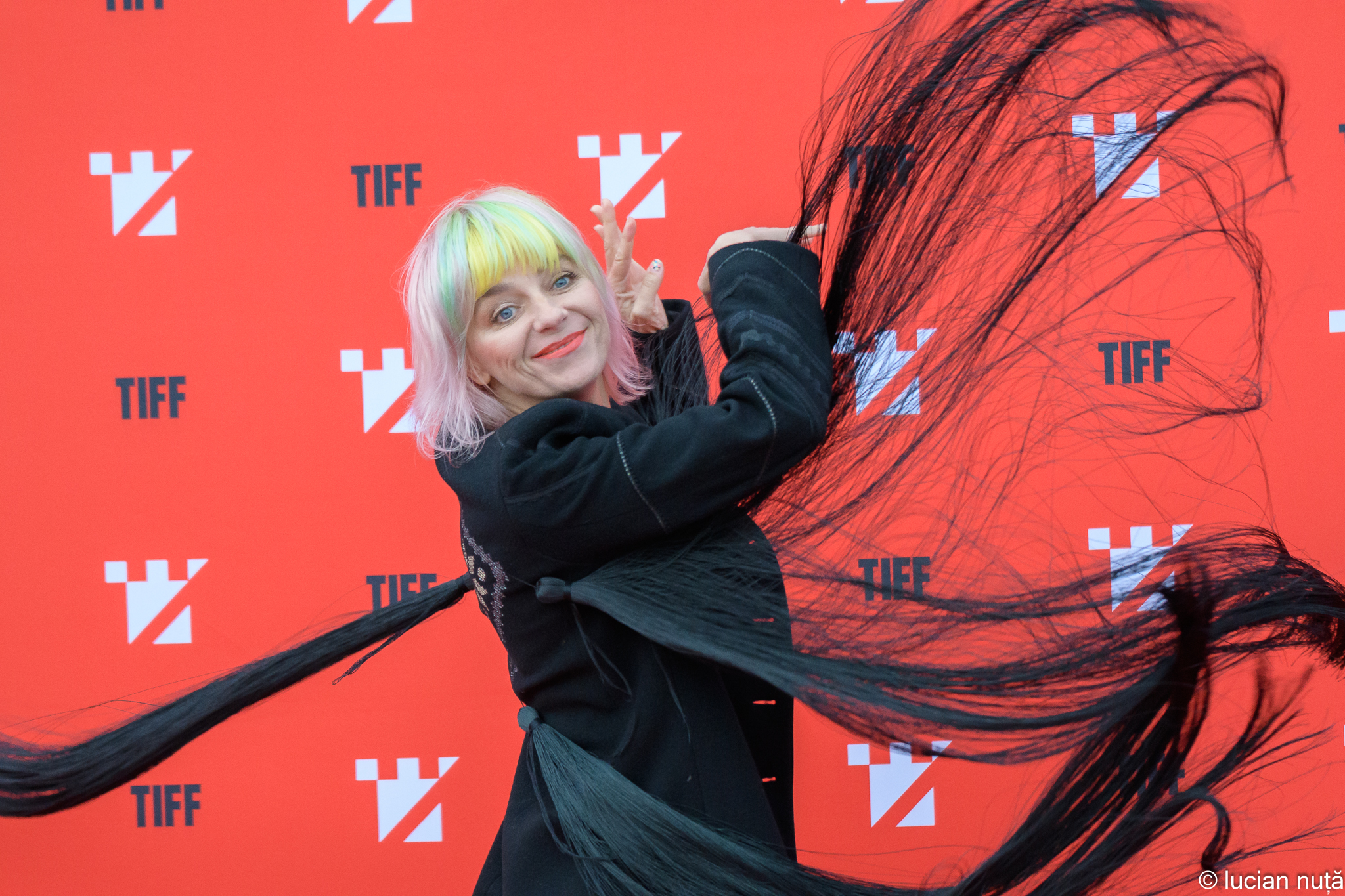
Gianina Corondan, TIFF 2023
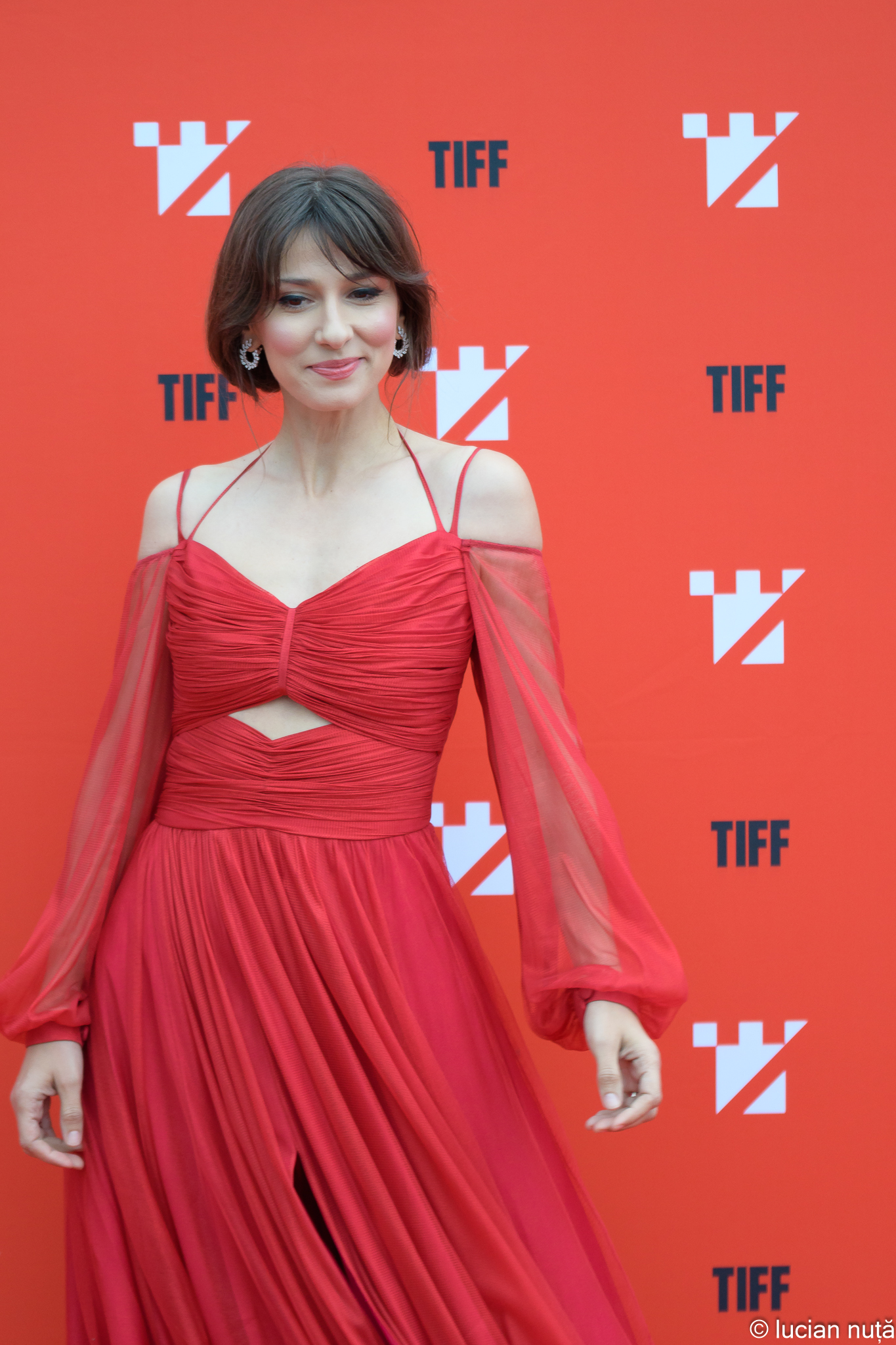
Dana Rogoz, TIFF 2023